# Животноводство в Химачал-Прадеш
Животноводство Химачал-Прадеш играет важную роль в развитии агрокультуры Химачала. Туземные породы коров, буйвола и овец очень плохого качества.
Множество схем развития скота, оздоровления скота и устойчивости к болезням в производстве древесины, развития птицеводства, улучшение кормов, создание молочных ферм, развития витеренарии и остальное, было предпринято чтобы поправить ситуацию в животноводстве. Есть много ветиринарных лечебниц, диспансеров и удалённых диспансеров в штате, чтобы предоставитьт ветеринарную помощь и предотвратьть распространение заболеваний. Несколько мобильных Диспансеров также действуют.
В последнее время, Ангорский кролик завезён из Западной Германии. Сейчас их выращивают на 7 предприятиях в Кангре.
Производство молока также растёт. Milk chilling plants с мощностью в 55 000 литров были созданы в 24 местах и правительственные схемы поставки молока налажены в 6 городах.